# The Omnichord Real Book
The Omnichord Real Book je třinácté studiové album americké hudebnice Meshell Ndegeocello. Vyšlo v červnu 2023 ve vydavatelství Blue Note Records. Jde o její první album vydané touto společností. Jeho producentem byl Josh Johnson a dále se na produkci podíleli Jebin Bruni, Meshell Ndegeocello, Abe Rounds, Chris Bruce a Justin Hicks. Kromě nich na album přispěli například zpěvačka Joan as Police Woman, bubeník a dlouholetý spolupracovník Deantoni Parks, jazzový klavírista Jason Moran a jihoafrická zpěvačka Thandiswa Mazwai. Jde o první album Meshell Ndegeocello s autorskými písněmi od roku 2014, kdy vyšlo Comet, Come to Me. Album získalo cenu Grammy za nejlepší alternativní jazzové album. Server NPR jej zařadil mezi 50 nejlepších alb roku.

## Seznam skladeb
| Pořadí         | Název              | Autor | Délka |
| -------------- | ------------------ | --- | ----- |
| 1.             | Georgia Ave        | Meshell Ndegeocello                                                                                                  | 2:40  |
| 2.             | An Invitation      | Meshell Ndegeocello                                                                                                  | 2:21  |
| 3.             | Call the Tune      | Meshell Ndegeocello, Hanna Benn, Chris Bruce                                                                         | 1:54  |
| 4.             | Good Good          | Meshell Ndegeocello, Chris Bruce, Jade Hicks, Josh Johnson                                                           | 3:28  |
| 5.             | Omnipuss           | Meshell Ndegeocello, Chris Bruce                                                                                     | 2:51  |
| 6.             | Clear Water        | Meshell Ndegeocello, Justin Hicks, Chris Bruce, Deantoni Parks, Jack DeBoe                                           | 4:35  |
| 7.             | ASR                | Meshell Ndegeocello, Chris Bruce, Chris Connelly, Amp Fiddler, Tony Allen, Justin Hicks                              | 7:38  |
| 8.             | Gatsby             | Samora Pinderhughes                                                                                                  | 4:21  |
| 9.             | Towers             | Meshell Ndegeocello                                                                                                  | 3:35  |
| 10.            | Perceptions        | Meshell Ndegeocello, Chris Bruce, Jason Moran                                                                        | 2:14  |
| 11.            | Tha King           | Thandiswa Mazwai | 0:27  |
| 12.            | Virgo              | Meshell Ndegeocello, Kenita Miller, Chris Bruce, Abe Rounds, Marsha DeBoe, Andrya Ambro                              | 8:39  |
| 13.            | Burn Progression   | Meshell Ndegeocello, Ambrose Akinmusire, Daniel Mintseris, Deantoni Parks, Hanna Benn                                | 4:02  |
| 14.            | Oneelevensixteen   | Jebin Bruni | 2:50  |
| 15.            | Vuma               | Meshell Ndegeocello, Chris Bruce, Thandiswa Mazwai                                                                   | 3:01  |
| 16.            | The 5th Dimension  | Meshell Ndegeocello, Abe Rounds, Jake Sherman, Josh Johnson, The HawtPlates, Jade Hicks, Justin Hicks, Kenita Miller | 5:25  |
| 17.            | Hole in the Bucket | The HawtPlates, Justin Hicks, Jade Hicks, Kenita Miller                                                              | 5:30  |
| 18.            | Virgo 3            | Meshell Ndegeocello, Chris Bruce, Oliver Lake, Mark Guiliana                                                         | 6:53  |
| Celková délka: | Celková délka:     | Celková délka: | 72:25 |

## Obsazení
- Meshell Ndegeocello – zpěv, baskytara, klávesy, Omnichord
- Josh Johnson – saxofon, altsaxofon, zpěv
- Chris Bruce – kytara, baskytara, programování, zpěv
- Jebin Bruni – klávesy, klavír, varhany, zpěv
- Jeff Parker – kytara
- Deantoni Parks – bicí
- Hanna Benn – sbor
- Abe Rounds – bicí, perkuse, zpěv
- Andrya Ambro – bicí
- Mark Guiliana – bicí
- Julius Rodriguez – clavinet, varhany
- Daniel Mintseris – klávesy
- Joel Ross – vibrafon
- Ambrose Akinmusire – trubka
- Cory Henry – klavír
- Jason Moran – klavír
- Brandee Younger – harfa
- Burniss Earl Travis II – baskytara
- Jake Sherman – klávesy, baskytara, vokodér
- Joan as Police Woman – zpěv
- Justin Hicks – zpěv, klávesy, programování
- Jade Hicks – zpěv
- Kenita Miller – zpěv
- Sanford Biggers – zpěv
- Thandiswa Mazwai – zpěv
- Marsha DeBoe – zpěv
- The HawtPlates – zpěv
- Oliver Lake – aranžmá